# Кавелины
Кавелины (Ковелины, Коверины, Каверины) — древний русский дворянский род.
Род внесён в VI часть родословной книги Калужской губернии.

## История рода
Родоначальник Иван Иванович Кавелин, подьячий (1620—1642), писал писцовые книги Брянского уезда и Старорязанского стана, купил в Козельском уезде, Калужской губернии село Бурнашево (1623), на которое дано ему послушная грамота (1641), дьяк при патриархе Иосифе (1642—1652), умер (около 1660). Его сын Пётр Иванович служил разрядным дьяком, получил поместье отца Бурнашево в вотчину, а также получил имения: села Кафтырево и Клементьевское (1667), ему дано с братом казённые земли в селе Озерском, Перемышльского уезда (1672) село Тонкой-Боярок, Данковского уезда и в Диком поле — урочище речки Ягодной Рясы (1678).

## Описание герба
Щит разделён диагонально к правому нижнему углу серебряной полосой на две части, из коих в верхней в зелёном поле изображена золотая дворянская корона, а в нижней в пурпуровом поле серебряный ключ.
Щит увенчан дворянскими шлемом и короной. Нашлемник: три страусовых пера. Намёт на щите зелёный, подложенный серебром.

## Известные представители рода
- Кавелин Пётр Иванович — дьяк, воевода в Астрахани (1660—1663).
- Кавелин Мирон Иванович — ему дана ввозная грамота на деревню Кривцово в Галицкой волости (1660).
- Кавелин Иван — воевода в Севске (1679)[3].
- Кавелин Юрий Петрович — стольник (1678—1682), пожалован вотчинами отца и деда (1692).
- Кавелина Александра Александровна — фрейлина Высочайшего двора (1843).
- Кавелина Екатерина Александровна — фрейлина Высочайшего двора (1844).
- Кавелина Юлия Александровна — фрейлина Высочайшего двора (1846)[2].

- Кавелин, Александр:[править]  -  Кавелин, Александр Александрович (1793—1850) — градоначальник Санкт-Петербурга.
  -  Кавелин, Александр Александрович (1832—1906) — генерал, таврический (1873—1881) и смоленский (1881—1886) губернатор, сын предыдущего.
- Кавелин, Дмитрий Александрович (1778—1851) — директор Главного Педагогического института в Петербурге, член «Арзамаса».
- Кавелин, Константин Дмитриевич (1818—1885) — русский историк, правовед, социолог, психолог, публицист.
- Кавелин, Лев Александрович (архимандрит Леонид) (1822—1891) — архимандрит Русской православной церкви, богослов, историк, археограф, библиограф, переводчик; двоюродный брат К. Д. Кавелина.
- Кавелина, Софья Константиновна (в замужестве Брюллова; 1851—1877) — русская писательница. Дочь историка, правоведа и публициста К. Д. Кавелина; первая супруга художника Павла Брюллова.